# Cseke (keresztnév)
A Cseke régi magyar személynév, az ismeretlen eredetű Csek név származéka.
Más források szerint (Erdély) egy régi foglalkozás megnevezése. Jelentése "vízről vadászó".  Csónakból vagy más úszó alkalmatosságról  vízi madarakra és más vízfelszíni állatokra vadászó ember foglalkozása.

## Alakváltozatok
- Csekő:[1] szintén a Csek név származéka.[2]

## Névnapok
Cseke, Csekő
- augusztus 26.
- október 31.